# Jordan Gray
Jordan Gray (* 28. Dezember 1995) ist eine US-amerikanische Leichtathletin, die sich auf den Siebenkampf spezialisiert hat. Zudem ist sie aktuell Inhaberin des Landesrekordes im Zehnkampf.

## Sportliche Laufbahn
Jordan Gray wuchs in Ball Ground in Georgia auf und studierte bis 2019 an der Kennesaw State University. Erste internationale Erfahrungen sammelte sie 2018, als sie bei den NACAC-Mehrkampfmeisterschaften in Ottawa mit 5582 Punkten den fünften Platz im Siebenkampf belegte. 2023 nahm sie an den Panamerikanischen Spielen in Santiago de Chile teil und gewann dort mit 5494 Punkten die Bronzemedaille hinter ihrer Landsfrau Erin Marsh und Alysbeth Félix aus Puerto Rico.

## Persönliche Bestleistungen
- Siebenkampf: 5903 Punkte, 28. Juli 2019 in Des Moines
  - Fünfkampf (Halle): 4412 Punkte, 8. März 2019 in Birmingham
- Zehnkampf: 8246 Punkte, 22. August 2021 in San Mateo (US-amerikanischer Rekord)